# Knapdale

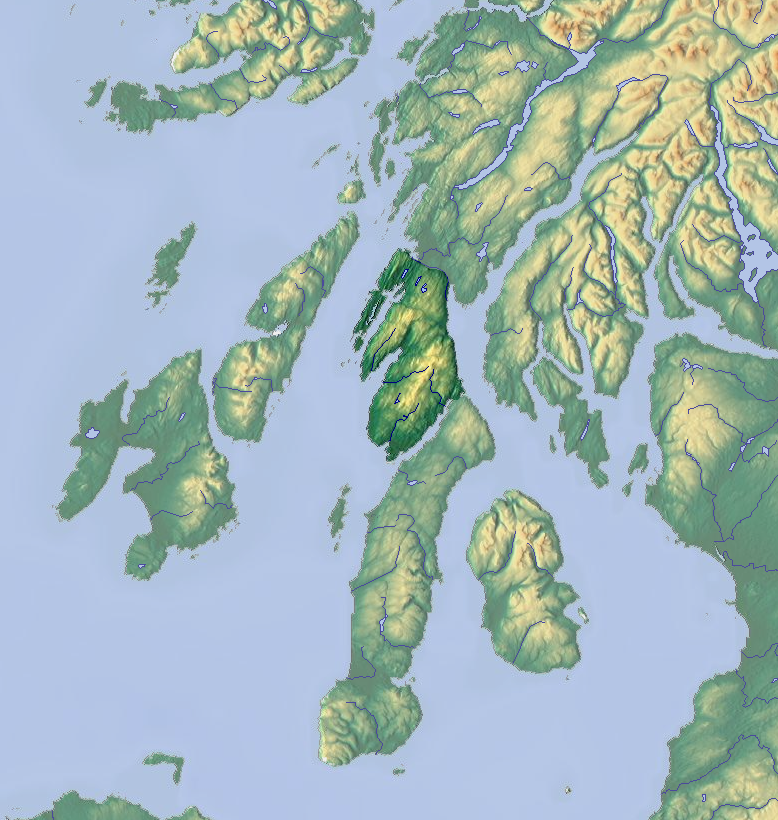
Knapdale evidenziata all'interno della mappa

Knapdale (in gaelico scozzese: Cnapadal) è un distretto rurale nella regione scozzese di Argyll e Bute. Forma l'area immediatamente a nord del lago di Tarbert fino alla penisola di Kintyre. Qui vivono meno di 2.400 persone (a partire dal 2010). Knapdale copre i distretti di North Knapdale e South Knapdale. Il distretto è una delle aree sceniche nazionali scozzesi.
Knapdale ha un grande patrimonio forestale che fu riforestato negli anni '30. Esso fece parte delle misure che furono attuate contro la disoccupazione in quel momento. Il lavoro di rimboschimento includeva molti che avevano lavorato nelle miniere e nelle industrie pesanti della Scozia. Durante la seconda guerra mondiale, c'erano anche alcuni campi per prigionieri di guerra a Knapdale. Si dice anche che Knapdale sia il luogo in cui viene reintrodotto l'originale castoro europeo scozzese. Dopo molte discussioni con organizzazioni ambientaliste come lo Scottish Natural Heritage, il governo scozzese ha dato la sua approvazione per iniziare la reintroduzione nella primavera del 2009. I primi castori vengono rilasciati il 29 maggio 2009.

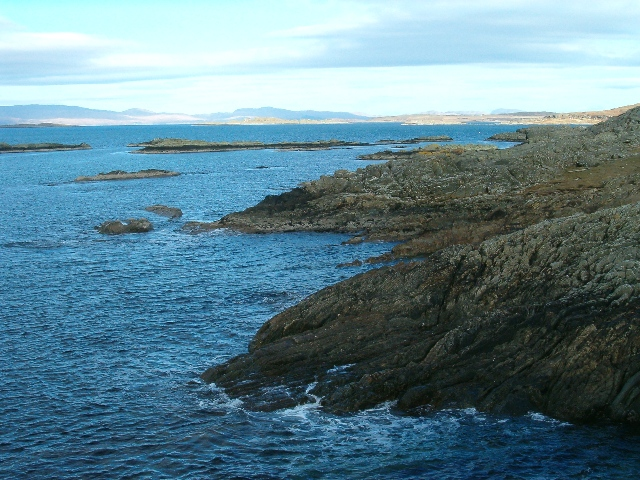
Costa rocciosa, guardando a nord verso Jura
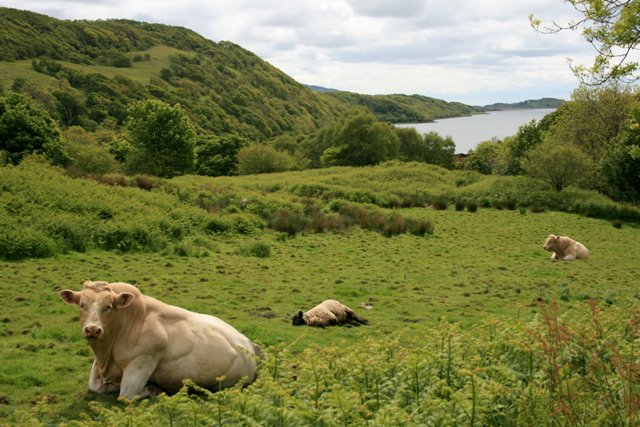
Pascolo vicino a Turboskill